# Jeux de la Francophonie de 2001
 (avril 2025).
Si vous disposez d'ouvrages ou d'articles de référence ou si vous connaissez des sites web de qualité traitant du thème abordé ici, merci de compléter l'article en donnant les références utiles à sa vérifiabilité et en les liant à la section « Notes et références ».
Navigation
Antananarivo 1997 Niamey 2005
Les Jeux de la Francophonie 2001, IVes Jeux de la Francophonie, se sont déroulés du 14 au 27 juillet 2001 à Ottawa, Ontario et Hull (Gatineau depuis 2002), Québec au Canada. Ils ont permis à des artistes de la relève comme l'auteur-compositeur-interprète François Gaulin de se faire connaître sur le Bateau-Théâtre l'Escale avec le groupe la grande farandole.

## Épreuves

### Sports
| Sport                                 | Sexe | Résultats |
| ------------------------------------- | ---- | --------- |
| Athlétisme                            | F/H  | Podiums   |
| Basket-ball                           | F    | détails   |
| Boxe                                  | H    | détails   |
| Football                              | H    | détails   |
| Judo                                  | F/H  | détails   |
| Tennis de table                       | F/H  | détails   |
| Beach-volley (sport de démonstration) | F/H  | détails   |

### Culture
- Art urbain
- Chanson
- Danse traditionnelle
- Contes folkloriques
- Peinture
- Photographie
- Poésie
- Sculpture